# Музей науки и промышленности (Манчестер)

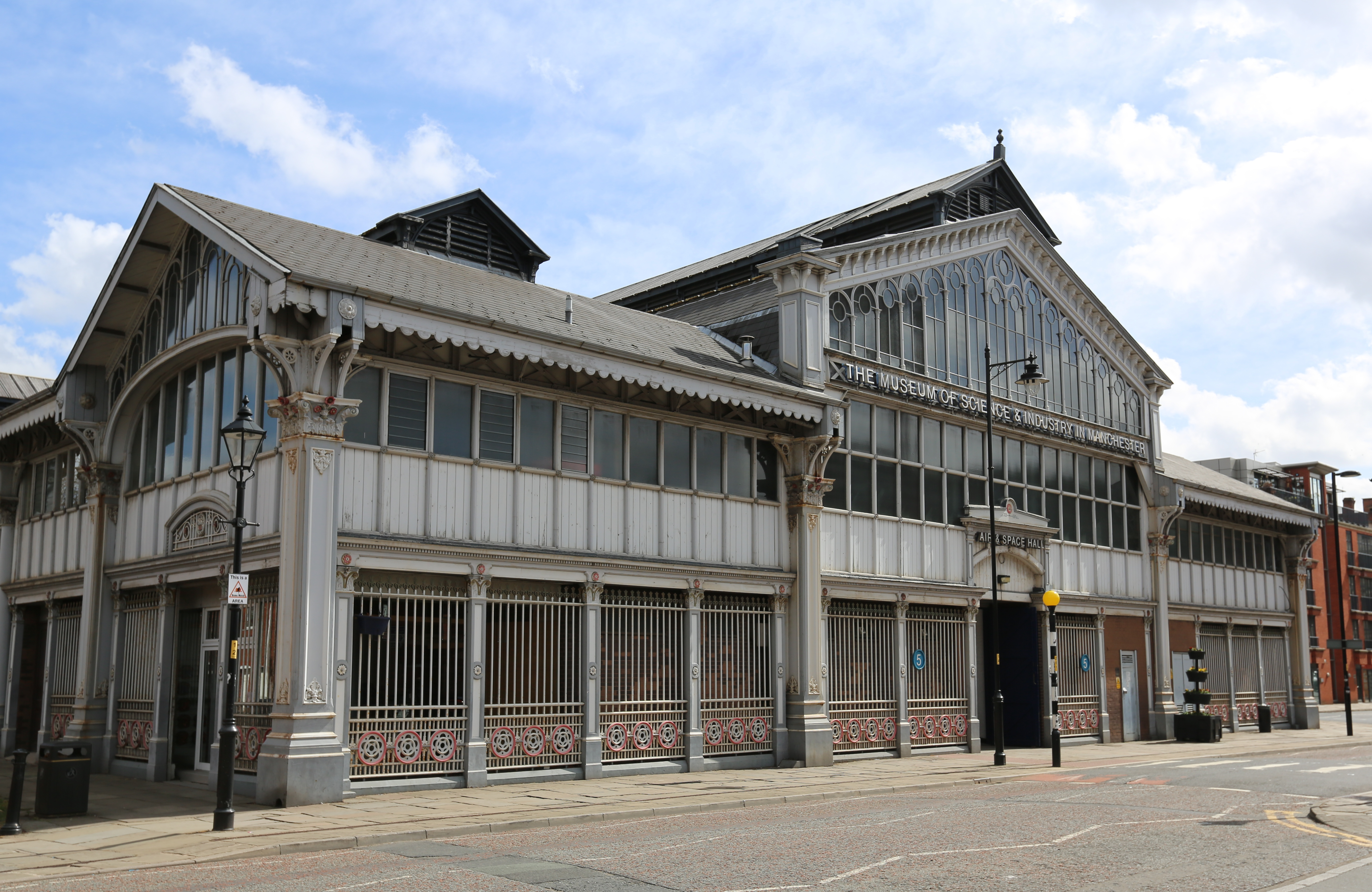
Здание корпуса авиации и космонавтики

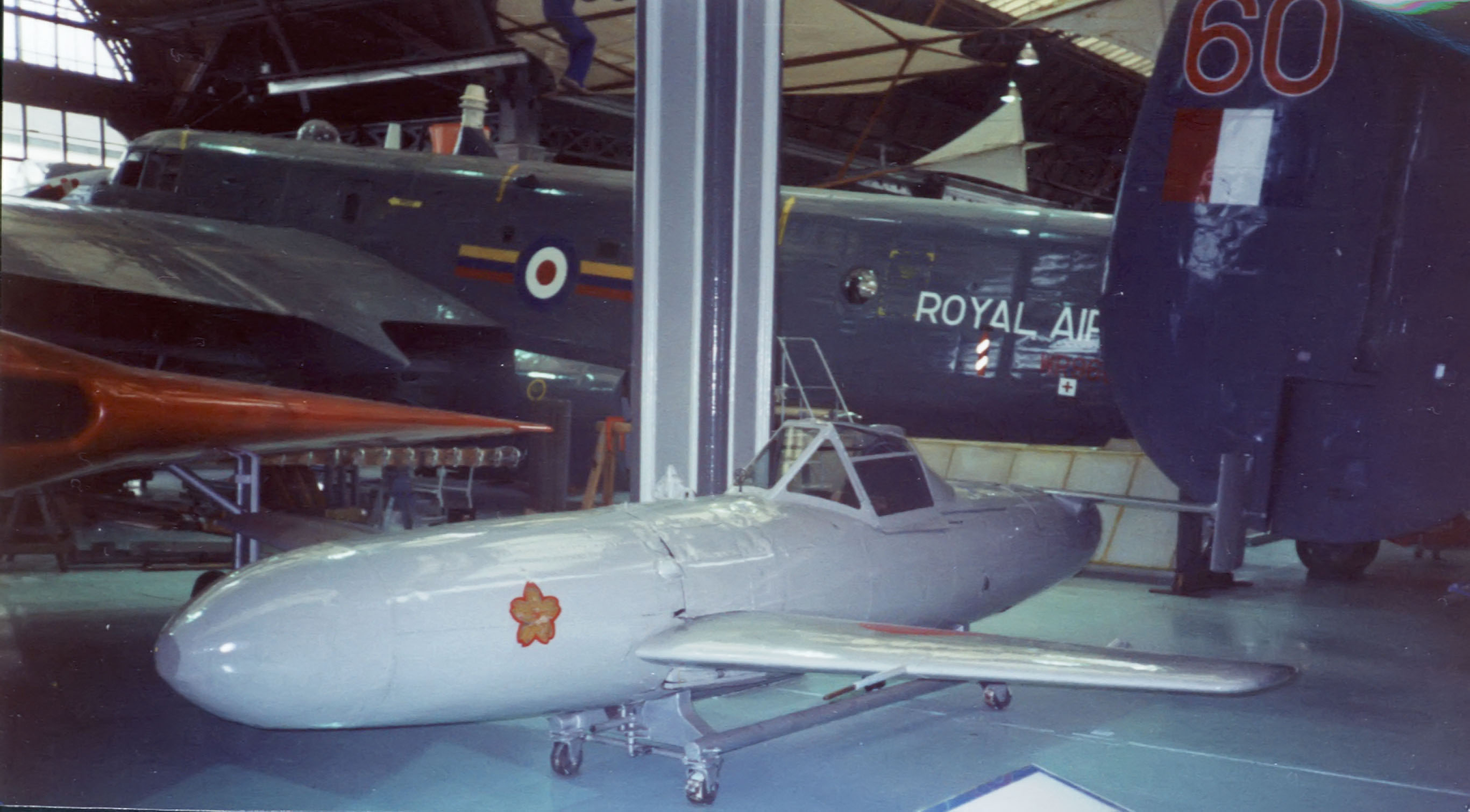
Самолёт-снаряд Ohka

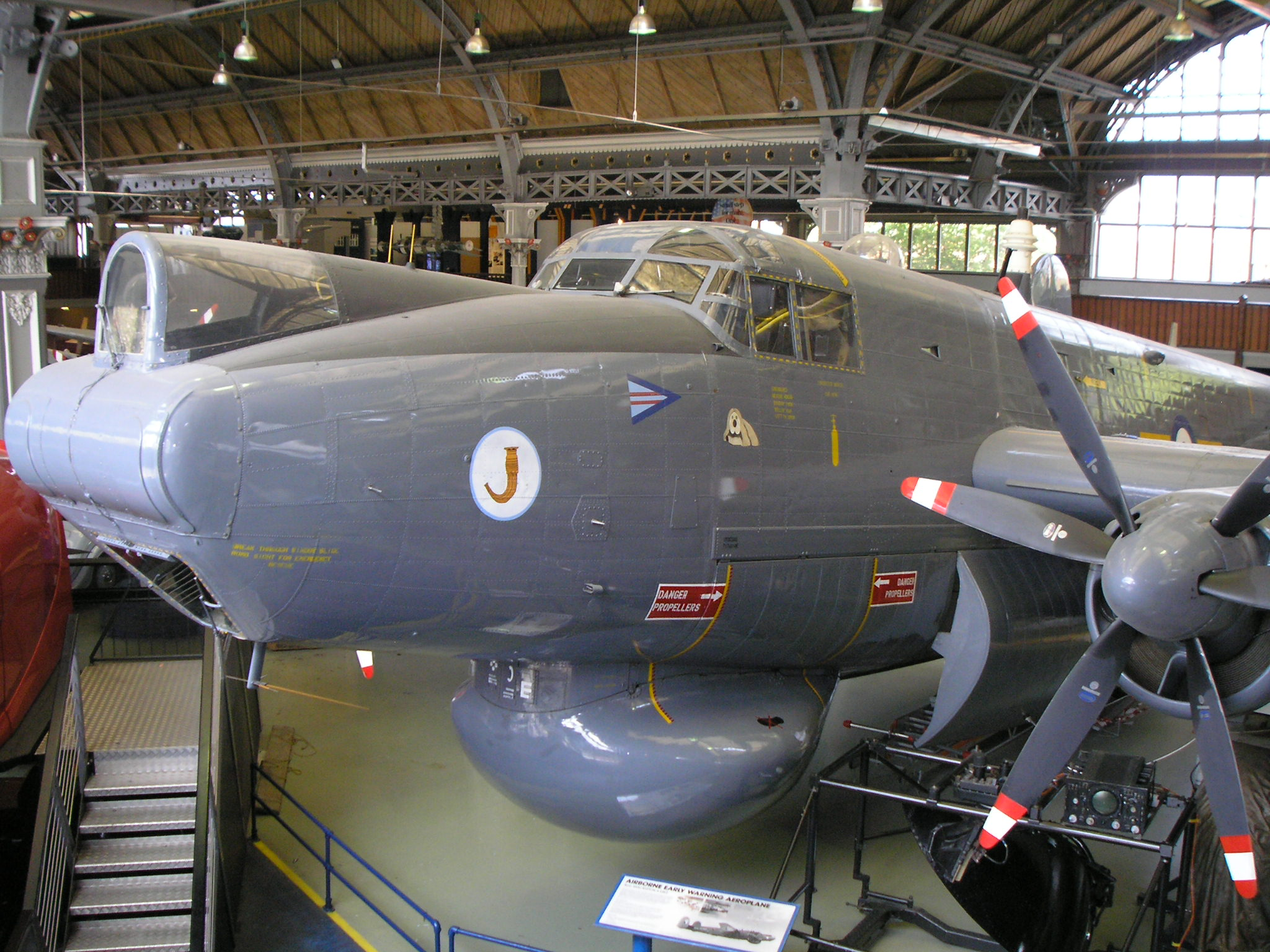
Противолодочный самолёт Avro Shackleton

Музей науки и промышленности — крупный научно-исторический музей в Манчестере (Великобритания), посвященный развитию науки, техники и промышленности с акцентом на достижения города Манчестера в этих областях. Музей является частью Группы Музея науки, вневедомственного государственного органа Министерство культуры, СМИ и спорта Великобритании, присоединённый к Музею науки в Лондоне в 2012 году.
В музее представлена обширная экспозиция различных видов транспорта: автомобилей, самолетов, железнодорожных локомотивов и подвижного состава; энергетических агрегатов: водяных, электрических, паровых и газовых двигателей; исторических объектов Манчестера, в области санитарии, текстиля, связи и вычислительной техники.
Музей является так называемой «якорной точкой» Европейского маршрута индустриального наследия. Он находится на территории первого в мире пассажирского железнодорожного вокзала — Манчестер-Ливерпуль-Роуд, который открылся на железной дороге Ливерпуль — Манчестер в сентябре 1830 года. Фасад вокзала и склад 1830 года включены в первый список исторического наследия Англии.

## История
Первоначально, в момент открытия в 1969 году, музей носил название Северо-Западного музея науки и промышленности. Он располагался во временном помещении на Гросвенор-стрит в районе Чорлтон-он-Медлок. Музей имел тесные связи с Университетом Манчестерского института науки и техники, развившись из кафедры истории науки и техники.
В 1978 году, Совет Большого Манчестера приобрёл у British Rail наиболее старую часть бывшего вокзала, закрытого в 1975 году, за символическую сумму в £1. 15 сентября 1983 года в этом здании открылся музей. Позднее в его комплекс была включена оставшаяся часть вокзала.
С 2007 года музей проводит в Манчестере ежегодные научные фестивали.
В 2014 году Салли Макдоналд, бывший хранитель коллекции Университетского колледжа Лондона, сменила на посту директора музея Джин Франcик (Jean Franczyk).

## Выставки
В музее действует несколько выставок.

### Авиация
- Противолодочный самолёт Avro Shackleton и другие самолёты Avro, построенные на местный предприятиях в Чаддертоне и Вудфорде
- Истребитель Supermarine Spitfire
- Истребитель-бомбардировщик Hawker Hunter
- Военно-транспортный вертолёт Bristol Belvedere
- Самолёт-снаряд Yokosuka MXY-7 Ohka
- Кабина авиалайнера Hawker Siddeley Trident. Ранее кабина была оборудована аудиовизуальным симулятором взлёта с подвижными элементами управления и сопроводительным текстом от лица пилота

### Вычислительная техника
- Реплика Манчестерской малой экспериментальной машины

### Железнодорожный транспорт
- Реплика паровоза «Новинка» Джона Эриксона с оригинальными деталями 1829 года
- Электровоз British Rail Class 77 № 27001 в раскраске Nederlandse Spoorwegen № 1505 «Ариадна»
- South African Railways GL class Garratt № 2352, построенный в 1929 году манчестерской компанией Beyer-Peacock.
- Pakistan Railways 4-4-0 No. 3157, построенный Индийской северо-западной железной дорогой около 1911—1914 года на заводе Vulcan Foundry в Ньютон-ле-Уиллоус

### Тематические галереи
- Connecting Manchester — экспозиция, рассказывающая о развитии средств коммуникации и связи от печатного станка до современных компьютерных сетей
- Галерея текстиля — история текстильной промышленности Манчестера

## Железная дорога
По территории музея проложена железная дорога, по которой в определённые дни можно проехать на историческом поезде. В рабочем состоянии два паровоза:
- «Планета» — реплика паровоза компании Robert Stephenson and Company, построенная для музея в 1992 году. Оригинальный паровоз был построен в 1830 году и водил поезда на железной дороге Ливерпуль — Манчестер.
- Agecroft № 1 — танк-паровоз, построенный компанией Robert Stephenson and Hawthorns в 1948 году для использования на электростанции Agecroft. Восстановлен в 2011 году.

Железнодорожная линия музея раньше была соединена с национальной железнодорожной сетью в районе Ордсолл-Лейн-Джанкшен. Однако из-за строительства Ордсолской хорды, которое началось в январе 2016 года, выход на основною линию в настоящее время отсутствует.

## Промышленные машины

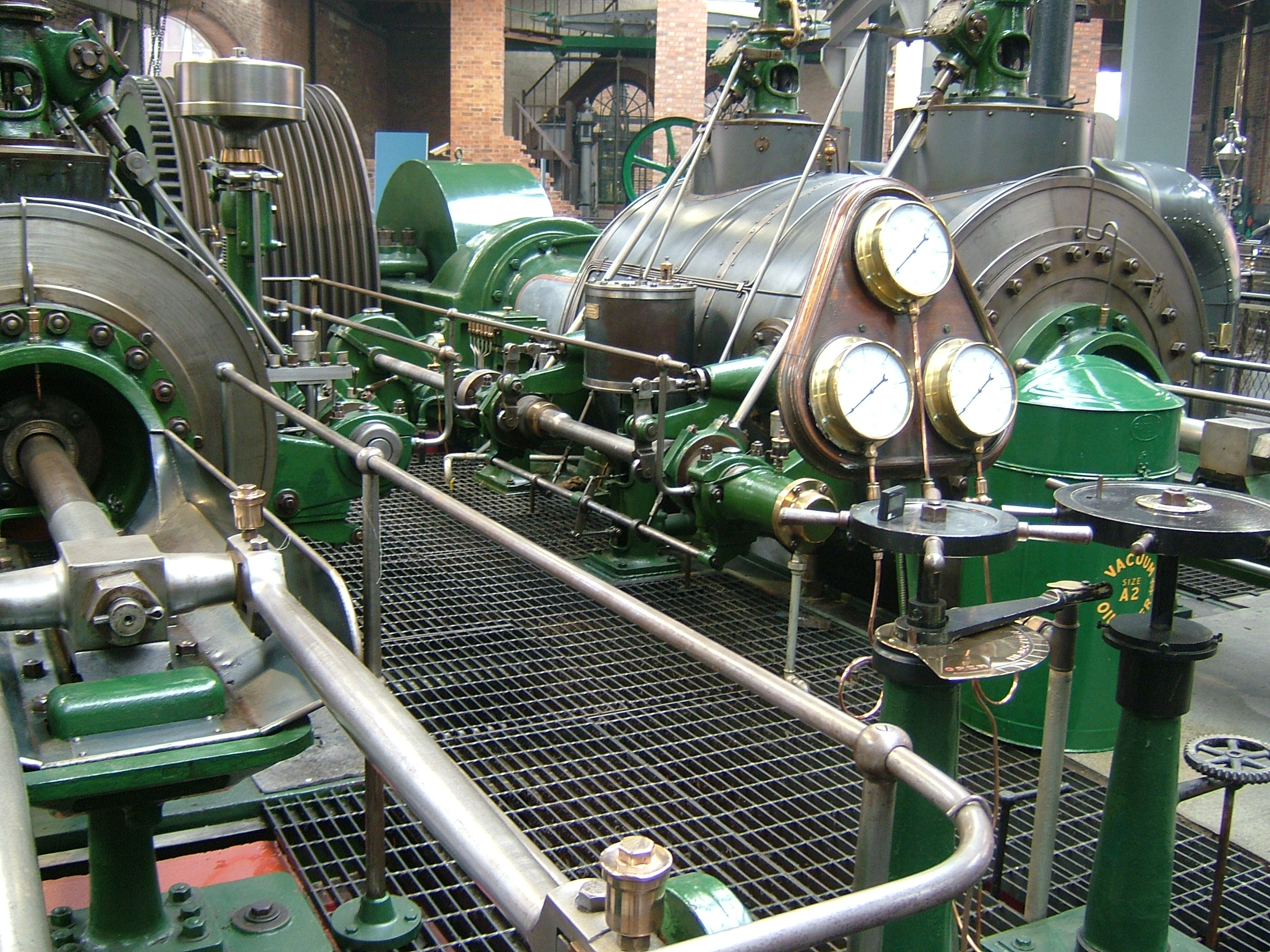
Последний паровой двигатель, когда-либо построенных для мельницы

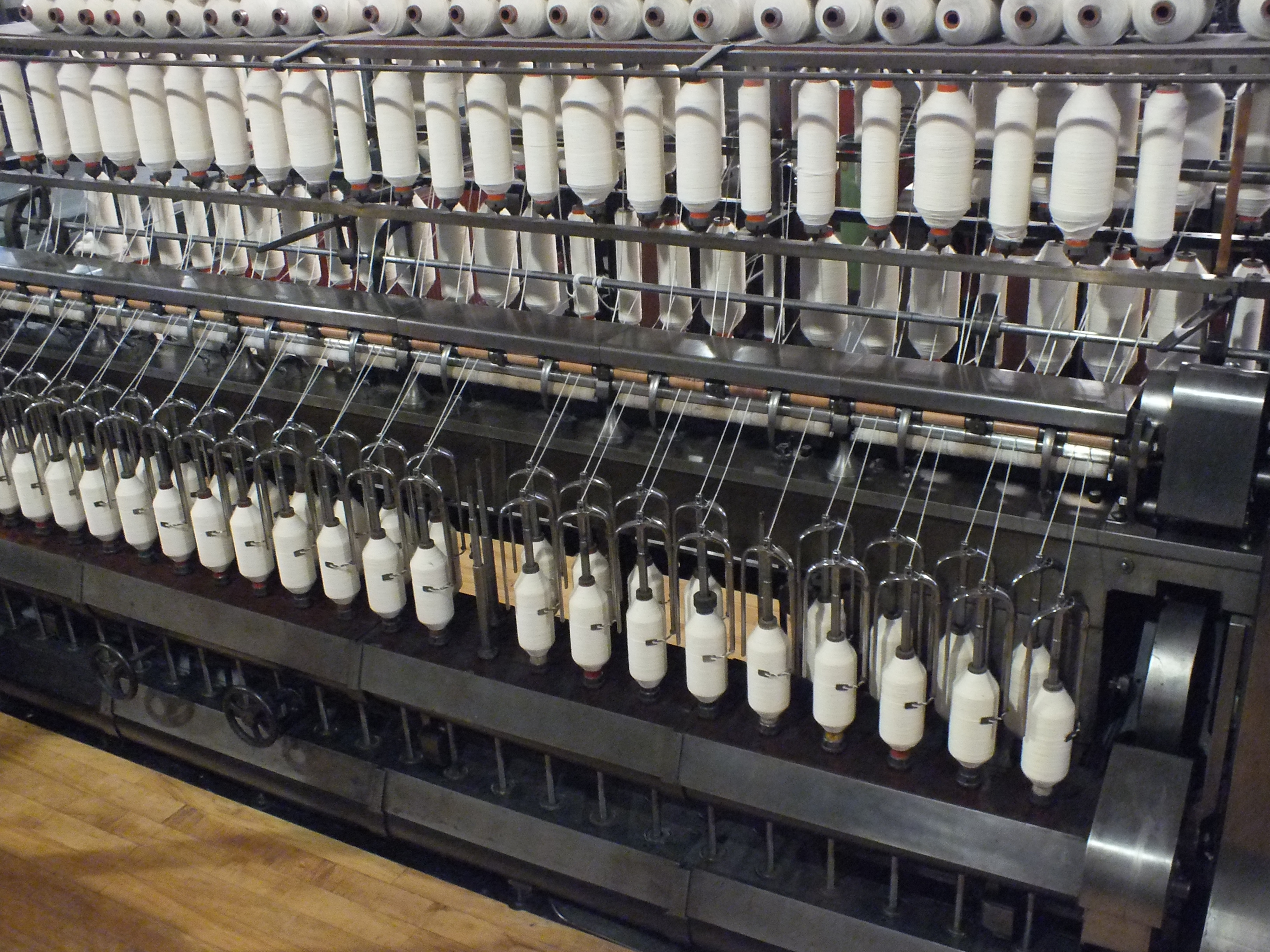
Прядильная машина

В музее представлена большая коллекция стационарных паровых двигателей, двигателей на горячем воздухе, дизельных двигателей, гидравлических насосов, крупных электрических генераторов и других подобных машин. Большинство из них находится в рабочем состоянии и иногда включается для демонстрации посетителям.
Также в экспозицию включены прядильные и ткацкие машины, охватывающих все этапы переработки шерсти в ткань. Их включают на несколько минут по расписанию.